# Szőcs Péter Levente
Szőcs Péter Levente (a szakirodalomban Szőcs Péter néven is; Székelyudvarhely, 1974. szeptember 12. –) erdélyi magyar történész, régész, a Szatmárnémeti Megyei Múzeum aligazgatója, a Szent István Kör és az Identitás Alapítvány elnöke, a város kulturális és közösségi életének egyik meghatározó alakja.

## Életútja

### Iskolái
Tanárszülők gyermekeként látta meg a napvilágot, a nyarakat gyakran szatmárnémeti nagyszüleinél töltötte. Olvasmányaiból (Jókai Mór) és kirándulásaiból korán megismerkedett Erdély nevezetességeivel, a várak és fejedelemségek története iránt érdeklődött. A Tamási Áron Gimnáziumban érettségizett (1992). Felsőfokú tanulmányait a Babeș–Bolyai Tudományegyetem fizika szakán kezdte, de hamarosan beiratkozott az első magyar nyelvű Történelmi Karra. 1996-ban fizika-, 1997-ben történelem szakos diplomát nyert. Kiváló tanárai voltak, a középkorász Tonk Sándor, László Attila történész-régész, a Jászvásárból vonaton ingázó professzor és a régi nagyok közül az ókorász és őstörténész  Bodor András és az iskolateremtő Jakó Zsigmond Pál. A diákok is rendkívül aktívak voltak, nyaranként ásatásokra jártak határon innen és túl, Szőcs Péter Leventében hamarosan kialakult, hogy a középkori régészet az ő igazi érdeklődési köre. A többi kiváló történész hallgatóval együtt megalakították a Kolozsvári Magyar Történészhallgatók Egyesületét.

### Munkássága
Szőcs Péter Levente történelmi tanulmányainak befejezése (1997) után a Szatmár Megyei Múzeumba került muzeológusnak, közben még a kolozsvári egyetemen folytatta a Nemzetközi Kapcsolatok és Európai Tanulmányok mesteri programot és a Jelenkor Tanszéken szemináriumot vezetett. Igen siralmas állapotokat talált Szatmár megye múzeumaiban, főleg az infrastruktúra várt fejlesztésre és az állandó kiállítások megújítása. Szatmárnémetiben 2004–ben sikerült a régészeti alapkiállítást új köntösbe öltöztetni, 2005-ben már a múzeum főigazgató-helyettesévé nevezték ki Szőcs Pétert. 2006–2007-ben a történelmi és néprajzi szekció felújítása is Szőcs Péter feladata lett. Az infrastruktúra fejlesztése érdekében határon innen és túli összefogásokkal nemzetközi pályázatok segítségével sikerült fejlesztéseket végrehajtani, olyannyira hogy 2010 felé közeledve már nemzetközi konferenciák megszervezésére is alkalmassá vált a Szatmár Megyei Múzeum, s valamennyi konferenciát rendszerint kiadvány közreadása is követett.
Számos ásatásban részt vesz, sokszor mentőásatásokban is, ez utóbbiakra az elszaporodó építkezések miatt van szükség. Mint városi tanácsos tagja a Városrendezési Bizottságnak, s sokat foglalkozik Szatmárnémeti és Szatmár megye műemlékvédelmével, ezen a területen nagy a lemaradás és sok a tennivaló. A megye gazdag középkori és újkori építészeti és régészeti műemlékekben, s mégis alig száz bejegyzett műemlék szerepel a nyilvántartásban. Sok vétség történik például az értékes régi polgárházak szakszerűtlen felújítása kapcsán.
Szőcs Péter szerint a Szatmár Megyei Múzeum legfőbb feladata a helyi sajátosságok kiemelése és közönség elé tárása interaktív, érdekfeszítő módon.
A múzeum évkönyvei, kiadványai arról tanúskodnak, hogy értékes műhelymunka folyik a múzeumban és nagy segítségére vannak a bejáró kutatóknak. Szőcs Péter Levente tanulmányait román, angol és magyar nyelven publikálja.

## Kötetei (válogatás)
- Arhitectura ecleziastică din Satu Mare = Szatmár egyházi építészete = Ecclesiastical architecture of Satu Mare / coord. Szőcs Péter Levente ; autori Daniela Bălu, Szőcs Péter Levente, Terdik Szilveszter. Satu Mare : Editura Muzeului Sătmărean, 2007. 326 p. ill.
- Supur - Szopor : : ghid cultural şi istoric : történelmi és kulturális kalauz : a cultural and historical guide / [coord. Szőcs Péter Levente] ; [aut. text Robert Gindele et al.] ; [trad. text Kocsis Ágnes, Adriana Marta]. Satu Mare : Muzeul Judeţean Satu Mare, 2008. 47 p. ill.
- Hodod - Hadad : : ghid cultural şi istoric : történelmi és kulturális kalauz : a cultural and historical guide / [coord. Szőcs Péter Levente] ; [aut. text Robert Gindele et al.] ; [trad. text Kocsis Ágnes, Adriana Marta, Szőcs Péter Levente]. Satu Mare : Muzeul Judeţean Satu Mare, 2008. 49 p. ill.,
- Urziceni - Csanálos - Schöntal : : ghid cultural şi istoric : történelmi és kulturális kalauz : a cultural and historical guide / [coord. Szőcs Péter Levente] ; [aut. text Gindele Robert et al.] ; [trad. text Kocsis Ágnes, Adriana Costin]. Satu Mare : Muzeul Judeţean Satu Mare, 2009. 51 p. ill.
- Arhitectura religioasă medievală din Satu Mare : circuitul bisericilor medievale din Judeţele Szabolcs-Szatmár-Bereg şi Satu Mare / ... red. de Tibor Kollár ; colab. Gellért Áment, István Bardoly, Péter Levente Szőcs ; fotografii Attila Mudrák ; [publ.] Autoguvernarea Judeţului Szabolcs-Szatmár-Bereg. Nyíregyháza : Autoguvernarea Judeţului Szabolcs-Szatmár-Bereg, 2011. 408 p. ill. (Középkori egyházi építészet Szatmárban román nyelven).

## Társasági tagság
- Szent István Kör tagja, majd elnöke 2006 óta